# HD 129456
HD 129456 är en ensam stjärna belägen i den norra delen av stjärnbilden Kentauren som också har Bayer-beteckningen c1 Centauri. Den har en skenbar magnitud av ca 4,06 och är svagt synlig för blotta ögat där ljusföroreningar ej förekommer. Baserat på parallaxmätning inom Hipparcosuppdraget på ca 15,6 mas, beräknas den befinna sig på ett avstånd på ca 209 ljusår (ca 64 parsek) från solen. Den rör sig närmare solen med en heliocentrisk radialhastighet på ca -38 km/s.

## Egenskaper
HD 129456 är en orange till gul jättestjärna av spektralklass K3 III. Den har en radie som är ca 17 solradier och har ca 180 gånger solens utstrålning av energi från dess fotosfär vid en effektiv temperatur av ca 4 200 K.